# Viksäter
Viksäter är en bebyggelse belägen strax norr om Södertälje i Södertälje kommun. Bebyggelsen är sedan 2015 förenad med bebyggelsen i Viksberg i en tätort benämnd Viksäter och Viksberg. Sedan 2015 ingår också ett mindre obebott område nära Korpbergets naturreservat i Salems kommun i tätorten.
Nordöst om Viksäter ligger Viksbergs Golfklubb, som bland annat har en 18-håls golfbana, träningsområden och café.

## Småorts/tätortsavgränsningar
År 1990 avgränsade SCB en småort benämnd Viksberg som omfattande den centrala södra delen av nuvarande Viksäters tätort. Den orten växte till nästa avgränsning (år 1995) ytterligare västerut, ända till Södertäljeviken, samma område omfattades år 2000. 
År 2005 bildades tätorten Viksäter av huvuddelen av bebyggelsen, medan den västligaste delen bildade en separat småort benämnd Vik. År 2010 ändades namnet på småorten Vik till  Viksäter och det fanns då både en tätort och småort med det namnet. 2015 sammanslogs småorten, tätorten och småorten Lindängen och Viksberg och bildade en gemensam tätort benämnd Viksäter och Viksberg.
Strax nordväst om Viksäter ligger småorten Viksberg Holmen. Denna ort har existerat sedan avgränsningen år 2000

## Befolkningsutveckling
| Befolkningsutvecklingen i Viksäter och Viksberg 2005–2020                                                          | Befolkningsutvecklingen i Viksäter och Viksberg 2005–2020 | Befolkningsutvecklingen i Viksäter och Viksberg 2005–2020 | Befolkningsutvecklingen i Viksäter och Viksberg 2005–2020 | Befolkningsutvecklingen i Viksäter och Viksberg 2005–2020 |
| --- | --------------------------------------------------------- | --------------------------------------------------------- | --------------------------------------------------------- | --------------------------------------------------------- |
| |                                                           |                                                           |                                                           |                                                           |
| År |                                                           |                                                           | Folkmängd                                                 | Areal (ha)                                                |
| 2005 | 2005                                                      |                                                           | 309                                                       | 52                                                        |
| 2010 | 2010                                                      |                                                           | 459                                                       | 63                                                        |
| 2015 | 2015                                                      |                                                           | 859                                                       | 151                                                       |
| 2018 | 2018                                                      |                                                           | 902                                                       | 155                                                       |
| 2020 | 2020                                                      |                                                           | 936                                                       | 155                                                       |
| Anm.: Ny tätort 2005, utökad med området för småorten Lindängen och Viksberg 2015 och då namnsatt med dubbelnamnet |                                                           |                                                           |                                                           |                                                           |